# 2011 HE103
2011 HE103, também escrito como 2011 HE103, é um objeto transnetuniano que está localizado no Cinturão de Kuiper, uma região do Sistema Solar. Este corpo celeste é classificado como um cubewano. Ele possui uma magnitude absoluta de 9,5 e tem um diâmetro estimado com cerca de 55 km.

## Descoberta
2011 HE103 foi descoberto no dia 28 de abril de 2011 pelo New Horizons KBO Search.

## Órbita
A órbita de 2011 HE103 tem uma excentricidade de 0,085 e possui um semieixo maior de 43,714 UA. O seu periélio leva o mesmo a uma distância de 40,001 UA em relação ao Sol e seu afélio a 47,428 UA.